# Marta de Astorga

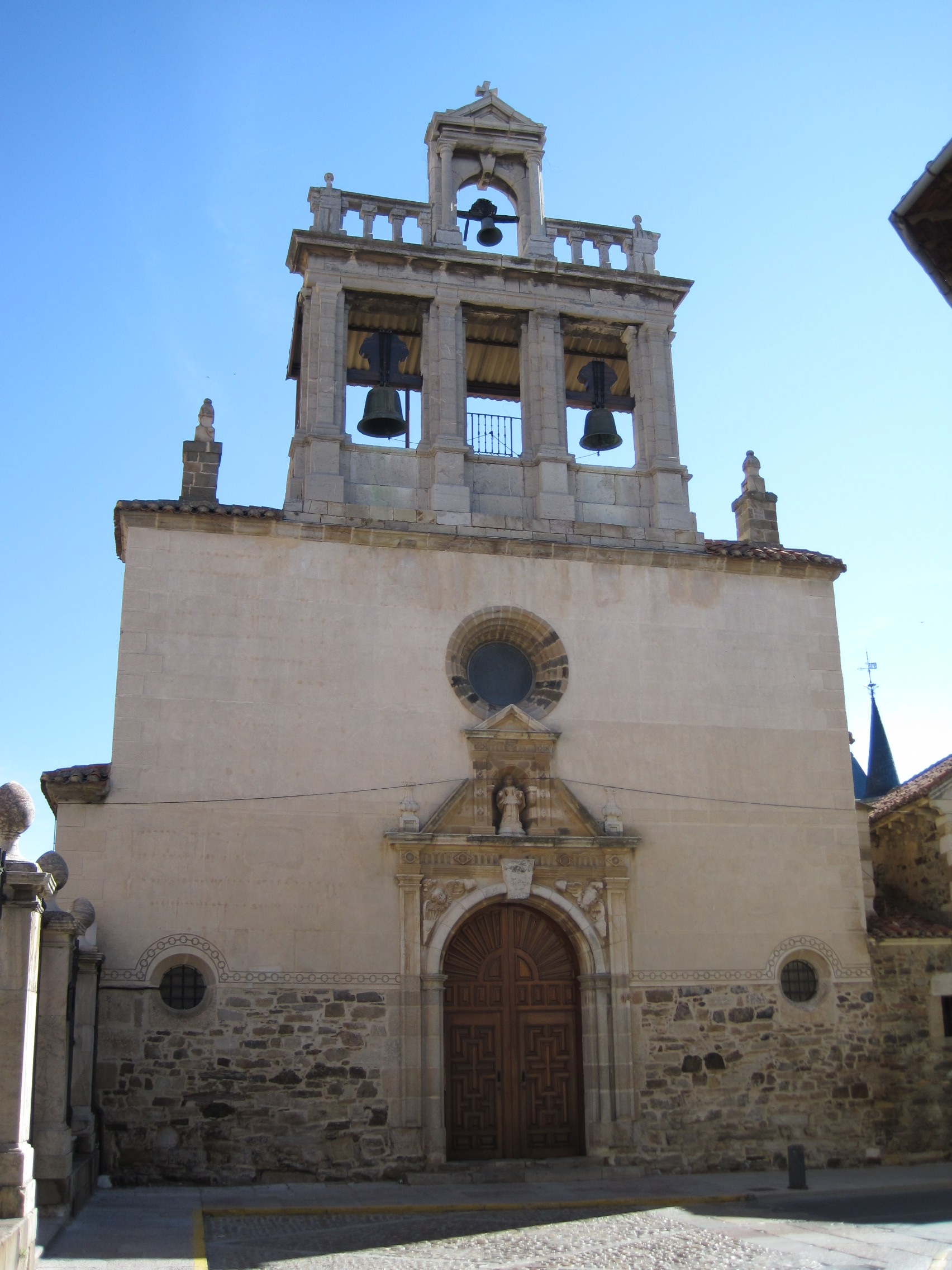
Igreja de Santa Marta em Astorga

Santa Marta de Astorga foi uma mártir cristã que viveu na cidade espanhola de Astorga, onde morreu c. 251. Desde 1741 que é a padroeira sua cidade natal, situada na província de Leão.

## Biografia e culto
Segundo a tradição, Marta nasceu na então cidade [Império Romano|romana] de Asturica Augusta, atualmente Astorga, e tinha laços familiares com os grupos cristãos que surgiram entre os legionários convertidos provenientes do Norte de África. O seu irmão era o legionário São Vidal, pai dos santos Justo e Pastor. Segundo as atas do seu martítio, durante o reinado do imperador romano Décio, foi denunciada como seguidora de Cristo e foi forçada a renegá-lo, o que se negou a fazer. O governador mandou então torturá-la, sendo açoitada com correstes e ganchos que lhe rasgaram a carne. Depois puseram-lhe sal nas feridas e encerraram-na num calabouço. O governador voltou depois a tentar convencê-la, prometendo casá-la com o seu filho, mas sem sucesso, pelo que foi executada com uma espada. O corpo foi arrastado para um local imundo, do qual foi recolhido por uma nobre matrona astorgana, que a colocou numa sepultura honrosa.
O culto a Santa Marta é atestado não só em Astorga, mas também noutros locais da diocese daquela cidade, como Camarzana de Tera ou Santa Marta de Tera, onde houve mosteiros a ela dedicados. A sua festa é celebrada a 23 de fevereiro, dia em que a os membros do governo municipal de Astorga se reúnem à sua igreja paroquial para fazerem um oferenda e agradecer a sua proteção, mas os festejos populares têm lugar em finais de agosto, quando o tempo é mais favorável.
A iconografia da santa reduz-se praticamente a Astorga e mostra-a como uma rapariga segurando um livro e com a palma da mão de mártir. Por vezes mostra um livro aberto a duas crianças de tenra idade, que seriam os seus sobrinhos Justo e Pastor. A imagem que preside a sua igreja paroquial é da autoria de Lucas Gutiérrez e data do século XVII. Também se convervam duas pinturas do século XVI, de Gaspar de Palencia, em que são representados momentos da vida da santa.
Em 1685 chegou-se a um acordo sobre a declaração da santa como padroeira de Astorga, que foi ratificado em 1693, mas a formalização não se concretizou. Finalmente, por iniciativa do cónego Bartolomé de Loredo, que também promoveu a reconstrução da igreja paroquial, a declaração foi feita em 1 de julho de 1741.